# Železniční trať Beli Manastir – Osijek
Železniční trať Beli Manastir–Osijek (chorvatsky Željeznička pruga Beli Manastir–Osijek) se nachází ve východním Chorvatsku, v regionu Baranja. Je dlouhá 31 km. Jedná se o jednokolejnou neelektrizovanou trať. V chorvatské železniční síti je značena pod číslem 31, resp. M 301.

## Trasa
Trať vede ze Záhřebu rovinatou krajinou severo-jižním směrem z chorvatského železničního uzlu Osijek až do města Beli Manastir u hranice s Maďarskem. Severně od Osijeku je vedena po mostě přes řeku Drávu, mostem rovněž překonává i staré drávské rameno o několik kilometrů severněji. Až do Belého Monastiru je vedena v rovinaté krajině. Za městem Beli Manastir pokračuje jako trať do maďarského města Villány přes vesnici Magyarboly. 

## Historie
Trať představuje nejjižnější úsek původní uherské železnice, která byla postavena z Budapešti do Osijeku. Zprovozněna byla v závěru roku 1870. Jednalo se o teprve druhou železniční trať na území Chorvatska v jeho dnešních hranicích.
V roce 1965 byl schválený územní plán města Osijeku, který počítal s přeložením trati na území města západně od jeho hranic do oblasti dnešního obchvatu města (Silnice D7). Tento projekt nakonec nebyl realizován. Přeložení trati nicméně potvrdily i další obdobné dokumenty, naposledy v roce 2000.
V roce 2018 byl obnoven provoz mezinárodních vlaků po této trati do nedalekého maďarského města Pécs.

## Stanice
- Beli Manastir
- Čeminac
- Darda
- Osijek Dravski Most
- Osijek